# Vila Garcia (Trancoso)
Vila Garcia is een plaats (freguesia) in de Portugese gemeente Trancoso en telt 198 inwoners (2001).